# سیارک ۲۲۸۸۰
سیارک ۲۲۸۸۰ (به انگلیسی: 22880 Pulaski، نامگذاری:1999RL224)۲۲۸۸۰مین سیارک کشف شده‌است که در ۰۷ سپتامبر ۱۹۹۹ کشف شد.